# Disconeura lutosa
Disconeura lutosa är en fjärilsart som beskrevs av Jacob Hübner 1831. Disconeura lutosa ingår i släktet Disconeura och familjen björnspinnare. Inga underarter finns listade i Catalogue of Life.